# Ethiopische mosterd
Ethiopische mosterd,  Abessijnse mosterd of Abessijnse kool (Brassica carinata) is een eenjarige plant, die behoort tot de kruisbloemenfamilie. De plant komt van nature voor in Ethiopië, maar kan ook goed geteeld worden in Europa. De soort heeft 2n = 34 chromosomen. De chromosomensamenstelling is BBCC. De soort zou ontstaan zijn uit de kruising tussen kool (Brassica oleracea (CC) en zwarte mosterd (Brassica nigra) (BB) (Prakash and Hinata, 1980). Alhoewel Ethiopische mosterd in Ethiopië (Alemayehu and Becker, 2004) geteeld wordt als oliegewas heeft het gewoonlijk een hoog gehalte van ongewenste glucosinolaten en erucazuur (Getinet et al. 1997), waardoor het in vergelijking met koolzaad (Brassica napus) een slechte keus is.

Er zijn echter lokale rassen met een laag gehalte.
Ethiopische mosterd wordt ook geteeld als bladgroente en heeft een milde smaak. Het staat in het Amhaars bekend onder de naam yabesha gomen. Het ras Texsel (in Texas) zou geschikt zijn voor gebieden met een gematigd klimaat.
Ethiopische mosterd is een aantrekkelijk gewas voor honingbijen vanwege de nectar en het stuifmeel.
De olie van Ethiopische mosterd wordt ook getest voor straalmotoren. Op 29 oktober 2012 werd voor het eerst gevlogen op 100% biobrandstof gemaakt van de olie van Ethiopische mosterd.

## Beschrijving
De plant wordt 0,9-1,2 m hoog en wortelt diep. De vaak sterk vertakte stengels zijn roodgroen. Het lichtgroene blad heeft purperen nerven en lange bladstelen. De bloemen zijn lichtgeel. De vrucht is een 2,5 - 6 mm lange en 2 -3,5 mm brede hauw. Het licht- tot donkerbruine, ronde zaad heeft een netvormig getekende huid, is 1 - 2 mm groot en het duizendkorrelgewicht is ongeveer 3,5 gram. De gemiddelde opbrengst in Canada is 2000 - 3000 kg per hectare.